# Dori Pewut
Dori Pewut is een bestuurslaag in het regentschap Lembata van de provincie Oost-Nusa Tenggara, Indonesië. Dori Pewut telt 496 inwoners (volkstelling 2010).